# Mount Isarog-gestreepte rat
De Mount Isarog-gestreepte rat (Chrotomys gonzalesi) is een knaagdier dat voorkomt op Mount Isarog in het zuidoosten van Luzon (Filipijnen). De wetenschappelijke naam is afgeleid van Pedro Gonzales van het Philippine National Museum, voor zijn bijdragen aan de kennis en bescherming van Filipijnse vogels en zoogdieren. Er zijn acht exemplaren bekend.
De soort komt alleen voor in bergbossen, boven 1350 m, waar hij niet erg algemeen is. Van de acht bekende exemplaren werden er zes gevangen in een val met ringwormen (Annelida) als lokaas en twee met kokosnoten-pindaboter als lokaas. De magen van de dieren bevatten regenwormen uit de familie Megascolecidae, kleine vlokreeftjes, insecten uit de ordes tweevleugeligen (Diptera), kevers (Coleoptera) en Orthoptera en spinnen (Araneida). Andere kleine zoogdieren die samen met de Mount Isarog-gestreepte rat voorkwamen waren Crocidura grayi, Apomys musculus, Apomys cf. microdon, Archboldomys luzonensis, een ongeïdentificeerde Batomys-soort, Rattus everetti en Rhynchomys isarogensis. De Mount Isarog-gestreepte rat is waarschijnlijk een half-gravende soort die zowel overdag als 's nachts actief is.
In grootte zit deze soort precies tussen C. whiteheadi en C. mindorensis in. De kiezen zijn groot, maar de staart en achtervoeten zijn relatief kort. De vacht van deze soort is meestal donkerder dan die van andere soorten. In tegenstelling tot bij andere soorten is er geen rugstreep aanwezig. Het karyotype bedraagt 2n=44, FN=52, net als bij C. silaceus. Het DNA van deze soort lijkt echter meer op dat van C. whiteheadi.